# Guto Bebb

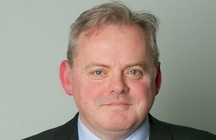
Guto Bebb

Guto ap Owain Bebb (* 9. Oktober 1968 in Wrexham) ist ein walisischer Politiker der Conservative Party. Von  2010 bis November 2019 gehörte er dem House of Commons an.

## Leben

### Ausbildung und beruflicher Werdegang
Seine schulische Ausbildung erhielt Bebb an der Sir Hugh Owen School in Caernarfon. Hieran schloss sich ein Studium an der Aberystwyth University an, das er 1990 mit einem Bachelor of Arts in Geschichte abschloss. 1993 gründete er eine Unternehmensberatung. Darüber hinaus führte er bis 2002 gemeinsam mit seiner Frau eine Buchhandlung.

### Politische Karriere
Ursprünglich gehörte Bebb der Plaid Cymru an und war deren Vorsitzender in Caernarfon, wechselte 2001 jedoch wegen seiner Europa-skeptischen Ansichten zur Conservative Party. Im folgenden Jahr trat er für diese bei einer Nachwahl im Wahlkreis Ogmore an, erreichte aber nur 7,5 % der Stimmen. 2003 trat er im Wahlkreis Conwy bei den Wahlen zur National Assembly for Wales an, unterlag aber erneut deutlich. Bei den britischen Unterhauswahlen 2005 kandidierte er im Wahlkreis Conwy und erreichte dort hinter der Kandidatin der Labour Party, Betty Williams, den zweiten Platz. Für die britischen Unterhauswahlen 2010 nominierte ihn seine Partei für den neu geschaffenen Wahlkreis Aberconwy. Er setzte sich mit 35,8 % gegen den zweitplatzierten Kandidaten der Labour Party durch. Bei der Unterhauswahl 2017 behauptete er den Wahlkreis Aberconwy mit einer Mehrheit von nur 635 Stimmen. Seit seinem Amtsantritt gehört er dem Welsh Affairs Select Committee, einem Ausschuss des Unterhauses, der für die Überwachung des Wales Office und für die Pflege der Beziehungen zur National Assembly for Wales zuständig ist, an. Daneben ist er Mitglied im Rechnungsprüfungsausschusses und des Spesenausschusses. Am 4. September 2019 wurde Bebb aufgrund seiner parlamentarischen Gegenwehr gegen einen Brexit ohne EU-Austrittsabkommen aus der Fraktion der Conservative Party ausgeschlossen. Sein Abgeordnetenmandat endete am 6. November 2019.
Bebb verkündete bereits im Juli 2019, aufgrund von Meinungsverschiedenheiten mit Boris Johnson bei den kommenden Unterhauswahlen nicht erneut antreten zu wollen.

### Privates
Bebb wurde in Wrexham geboren. Seine Familie stammt ursprünglich aus Bangor und Blaenau Ffestiniog. Er ist ein Enkel des Autors und Mitbegründers der Plaid Cymru, Ambrose Bebb. 1993 heiratete er seine Frau Esyllt, mit der er fünf Kinder hat.